# 斑点拟鲈
斑点拟鲈（学名：Parapercis punctata）为拟鲈科拟鲈属的鱼类，俗名斑点鲈形滕、吃脚根。分布于印度科罗曼德耳海岸、斯里兰卡、新加坡以及南海广东沿岸等，属于热带近海底层鱼。